# Den gæve Ridder
Den gæve Ridder er en dansk stumfilm fra 1915, der er instrueret af Alfred Cohn.

## Handling
Denne artikel mangler et handlingsreferat. Hjælp os med at skrive det.

## Medvirkende
- Carl Alstrup - Hertug Kar I
- Philippa Frederiksen - Hertuginde Ulrika
- Frederik Buch - Baron von Gothenburg
- Alma Hinding - Inka, baronens datter
- Svend Melsing - Franz, Inkas forlovede
- Axel Boesen - Betjent
- Erik Holberg
- Ebba Lorentzen
- Ingeborg Spangsfeldt